# اوپوئیگما-تپوری
اوپوئیگما-تپوری (به اسپانیایی: Upuigma) یک کوه در ونزوئلا است که در ایالت بولیوار واقع شده‌است. اوپوئیگما-تپوری ۲٬۱۰۰ متر بالاتر از سطح دریا واقع شده‌است.